# NGC 850
NGC 850 (również PGC 8369 lub UGC 1679) – galaktyka soczewkowata (S0?), znajdująca się w gwiazdozbiorze Wieloryba. Odkrył ją William Herschel 6 stycznia 1785 roku.